# Dreiband-Weltmeisterschaft für Nationalmannschaften 2007

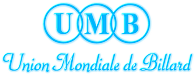
Logo UMB (ausrichtender Verband)

Veranstaltungsort: Viersen

Die Dreiband-Weltmeisterschaft für Nationalmannschaften 2007 war die 21. Auflage dieses Turniers, das seit 1981, in der Regel jährlich, in der Billardvariante Dreiband ausgetragen wird. Sie fand vom 1. bis zum 4. März 2007 in Viersen statt; seit 1990 fester Austragungsort der WM.

## Turnierkommentar
Titelverteidiger waren die Schweden, die erstmals in der Geschichte dieses Turniers einen Hattrick schafften. Torbjörn Blomdahl und Michael Nilsson spielten im Finale gegen Tonny Carlsen und Brian Knudsen aus Dänemark. Blomdahl zog, in den ersten beiden Sätzen seines Finalspiels gegen Carlsen, in nur 4 Aufnahmen davon. Im dritten Satz brauchte er dann zwar  13 Aufnahmen, war jedoch nie gefährdet. Am Ende kam Carlsen nur auf 10 Punkte (15:2, 15:4, 15:4) und kommentierte dies mit den Worten: 

„Wenn die Schweden so spielen, hast du keine Chance“

 Das brachte den Nordskandinaviern ein gutes Punktepolster. Die Partie Nilsson/Knudsen wurde im dritten Satz, bei 6:8, abgebrochen (Satz 1: 15:14, Satz 2: 15:4). Die Schweden lagen, nach Punkten, uneinholbar vorne und sicherten sich den dritten Titel in Folge. Im zweiten schwedischen Team spielte Torbjörns Vater Lennart, mit ihm gemeinsam hatte er schon die WM 1987 in Madrid und 1991 in Viersen gewonnen. Insgesamt war es somit der fünfte Titel für Blomdahl Junior.
Im Halbfinale hatten die Dänen die erste Mannschaft aus Deutschland besiegt und auf den dritten Platz verwiesen. Trotz einer 11:6-Führung im zweiten Satz blieb Christian Rudolph in seinem Spiel gegen Carlsen chancenlos. Am Ende hieß es dann 3:0 für den Mann aus Südskandinavien (15:9, 15:13, 15:11. Da half auch der 3:1-Sieg von Martin Horn nichts (15:8, 15:10, 7:15 und 15:10), die Dänen hatten das bessere Punktekonto. Im zweiten Halbfinale mussten die Niederländer gegen den späteren Turniersieger antreten. Im Spiel der beiden Einzelweltmeister Dick Jaspers/Torbjörn Blomdahl ging es erwartungsgemäß über die volle Distanz von fünf Sätzen. Nachdem jeder Spieler zwei Sätze gewinnen konnte, wurde der fünfte Satz, beim Stand von 12:8 für Jaspers, abgebrochen. Nilsson hatte seine Partie gegen Raimond Burgman  bereits mit 3:2 (12:15, 11:15, 15:14, 15:2 und 15:8) gewonnen. Die Schweden waren damit nicht mehr einzuholen.
Die besten Sätze des Turniers spielten der Grieche Nikos Polychronopoulos gegen Jens Eggers aus Deutschland und der Portugiese Rui Manuel Costa gegen Mazin Shooni aus den USA jeweils 15:0 in 2 Aufnahmen (BSD 7,500). Costa erzielte in diesem Spiel auch die beste Höchstserie von 15 Bällen, d. h. die erste Aufnahme ohne Punkte und in der zweiten Aufnahme ausgemacht.

## Spielmodus
Wird das Turnier mit 24 Teams gespielt, und es melden sich weniger Teams an, werden B-Teams zugelassen. Diese werden wie folgt vergeben:
1. Titelträger (hier:  Schweden)
2. Organisierende Nation (hier:  Deutschland)
3. Nächstfolgende Nation nach Weltrangliste (hier: –)

Gespielt wurde in Viersen auf vier Match-Billards. Jedes Team bestand aus zwei Spielern. Die besten acht Nationen der Weltrangliste waren gesetzt und kamen direkt in die Hauptrunde. Die elf anderen Nationen plus das 2. Team des Titelverteidigers Schweden traten in der Vorrunde in Dreiergruppen gegeneinander an. Die Gruppenersten spielen in die Hauptrunde weiter.
Es wurde im Satzsystem auf Punkte gespielt – in der Gruppenphase „Best of 3“ in Gruppen à drei Teams, ab dem Viertelfinals „Best of 5“. Seit 2004 wird kein Platz 3 mehr ausgespielt. Somit gab es 2 Bronzemedaillen. Die Shot-clock stand auf 40 Sekunden, mit der Möglichkeit für jeden Spieler ein Time-out je Spiel von ebenfalls 40 Sekunden zu nehmen.
Bei Punktegleichstand wird wie folgt gewertet:
1. Matchpunkte (MP)
2. Satzverhältnis (SV)
3. Mannschafts-Generaldurchschnitt (MGD)

## Teilnehmer
| Nation             | Gruppe | Spieler 1              | Spieler 2         |
| ------------------ | ------ | ---------------------- | ----------------- |
| Ägypten            | D      | Mohsen Fouda           | Sameh Sidhom      |
| Belgien            | D      | Eddy Merckx            | Eddy Leppens      |
| Dänemark           | F      | Tonny Carlsen          | Brian Knudsen     |
| Deutschland A      | C      | Martin Horn            | Christian Rudolph |
| Deutschland B      | H      | Jens Eggers            | Thorsten Frings   |
| Ecuador            | C      | Luis Aveiga            | Javier Teran      |
| Frankreich         | E      | Jérémy Bury            | Jean Reverchon    |
| Griechenland       | H      | Nikos Polychronopoulos | Nick Tremoulis    |
| Italien            | A      | Antonio Oddo           | Giorgio Mancini   |
| Japan              | H      | Ryūji Umeda            | Koji Fumaki       |
| Kolumbien          | D      | Luis Martinez          | Edgar Galeano     |
| Südkorea           | C      | Kim Kyung-roul         | Hwang Durk-hee    |
| Mexiko             | B      | Luis Avila             | Guillermo Sosa    |
| Niederlande        | B      | Dick Jaspers           | Raimond Burgman   |
| Österreich         | G      | Andreas Efler          | Andreas Horvath   |
| Portugal           | F      | Rui Manuel Costa       | Manuel Oliveira   |
| Schweden A         | E      | Torbjörn Blomdahl      | Michael Nilsson   |
| Schweden B         | G      | Nalle Olsson           | Lennart Blomdahl  |
| Schweiz            | E      | René Hendriksen        | Jan Niederlander  |
| Spanien            | G      | Daniel Sánchez         | Ricardo Garcia    |
| Tschechien         | B      | Ivo Gasdoz             | Martin Bohac      |
| Türkei             | A      | Semih Saygıner         | Adnan Yüksel      |
| Vereinigte Staaten | F      | Mazin Shooni           | Pedro Piedrabuena |
| Vietnam            | A      | Dương Anh Vũ           | Ly The Vinh       |

## Gruppenphase
Die Gruppenersten zogen in die Hauptrunde weiter.

### Gruppe A
| Platz | Nation  | Sp. | G-U-V | MP  | SV  | MGD   | BEMD  |
| ----- | ------- | --- | ----- | --- | --- | ----- | ----- |
| 1     | Türkei  | 2   | 2-0-0 | 4:0 | 8:0 | 1,518 | 1,538 |
| 2     | Vietnam | 2   | 1-0-1 | 2:2 | 4:5 | 1,040 | 1,100 |
| 3     | Italien | 2   | 0-0-2 | 0:4 | 1:8 | 0,684 | -     |

| Datum               | Nation 1 | MGD   | MP  | SV  | MGD   | Nation 2 |
| ------------------- | -------- | ----- | --- | --- | ----- | -------- |
| 1. März 2007 16:00h | Vietnam  | 1,100 | 2:0 | 4:1 | 0,689 | Italien  |
| 2. März 2007 14:00h | Italien  | 0,675 | 0:2 | 0:4 | 1,538 | Türkei   |
| 3. März 2007 11:00h | Türkei   | 1,500 | 2:0 | 4:0 | 0,947 | Vietnam  |

### Gruppe B
| Platz | Nation      | Sp. | G-U-V | MP  | SV  | MGD   | BEMD  |
| ----- | ----------- | --- | ----- | --- | --- | ----- | ----- |
| 1     | Niederlande | 2   | 1-1-0 | 3:1 | 7:2 | 1,475 | 1,764 |
| 2     | Mexiko      | 2   | 1-0-1 | 2:2 | 4:6 | 1,409 | 1,450 |
| 3     | Tschechien  | 2   | 0-1-1 | 1:3 | 4:7 | 1,221 | 1,065 |

| Datum               | Nation 1    | MGD   | MP  | SV  | MGD   | Nation 2    |
| ------------------- | ----------- | ----- | --- | --- | ----- | ----------- |
| 1. März 2007 16:00h | Mexiko      | 1,450 | 2:0 | 4:2 | 1,367 | Tschechien  |
| 2. März 2007 14:00h | Tschechien  | 1,065 | 1:1 | 2:3 | 1,260 | Niederlande |
| 3. März 2007 11:00h | Niederlande | 1,764 | 2:0 | 4:0 | 1,343 | Mexiko      |

### Gruppe C
| Platz | Nation        | Sp. | G-U-V | MP  | SV  | MGD   | BEMD  |
| ----- | ------------- | --- | ----- | --- | --- | ----- | ----- |
| 1     | Deutschland A | 2   | 1-1-0 | 3:1 | 6:5 | 1,571 | 1,673 |
| 2     | Ecuador       | 2   | 0-2-0 | 2:2 | 5:4 | 1,197 | 1,266 |
| 3     | Südkorea      | 2   | 0-1-1 | 1:3 | 4:6 | 1,358 | 1,555 |

| Datum               | Nation 1      | MGD   | MP  | SV  | MGD   | Nation 2      |
| ------------------- | ------------- | ----- | --- | --- | ----- | ------------- |
| 1. März 2007 18:00h | Südkorea      | 1,555 | 1:1 | 2:2 | 1,111 | Ecuador       |
| 2. März 2007 16:00h | Ecuador       | 1,266 | 1:1 | 3:2 | 1,466 | Deutschland A |
| 3. März 2007 13:30h | Deutschland A | 1,673 | 2:0 | 4:2 | 1,200 | Südkorea      |

### Gruppe D
| Platz | Nation    | Sp. | G-U-V | MP  | SV  | MGD   | BEMD  |
| ----- | --------- | --- | ----- | --- | --- | ----- | ----- |
| 1     | Belgien   | 2   | 2-0-0 | 4:0 | 8:1 | 1,330 | 1,578 |
| 2     | Kolumbien | 2   | 1-0-1 | 2:2 | 5:5 | 0,912 | 1,046 |
| 3     | Ägypten   | 2   | 0-0-2 | 0:4 | 1:8 | 0,858 | -     |

| Datum               | Nation 1  | MGD   | MP  | SV  | MGD   | Nation 2  |
| ------------------- | --------- | ----- | --- | --- | ----- | --------- |
| 1. März 2007 18:00h | Ägypten   | 0,888 | 0:2 | 1:4 | 1,046 | Kolumbien |
| 2. März 2007 16:00h | Belgien   | 1,578 | 2:0 | 4:0 | 0,805 | Ägypten   |
| 3. März 2007 13:30h | Kolumbien | 0,766 | 0:2 | 1:4 | 1,177 | Belgien   |

### Gruppe E
| Platz | Nation     | Sp. | G-U-V | MP  | SV  | MGD   | BEMD  |
| ----- | ---------- | --- | ----- | --- | --- | ----- | ----- |
| 1     | Schweden A | 2   | 1-1-0 | 3:1 | 7:3 | 1,149 | 1,163 |
| 2     | Frankreich | 2   | 0-2-0 | 2:2 | 5:5 | 1,140 | 1,209 |
| 3     | Schweiz    | 2   | 0-1-1 | 1:3 | 2:6 | 0,796 | 0,846 |

| Datum               | Nation 1   | MGD   | MP  | SV  | MGD   | Nation 2   |
| ------------------- | ---------- | ----- | --- | --- | ----- | ---------- |
| 1. März 2007 14:00h | Frankreich | 1,057 | 1:1 | 2:2 | 0,846 | Schweiz    |
| 2. März 2007 11:00h | Schweiz    | 0,745 | 0:2 | 0:4 | 1,132 | Schweden A |
| 2. März 2007 20:00h | Schweden A | 1,163 | 1:1 | 3:3 | 1,209 | Frankreich |

### Gruppe F
| Platz | Nation             | Sp. | G-U-V | MP  | SV  | MGD   | BEMD  |
| ----- | ------------------ | --- | ----- | --- | --- | ----- | ----- |
| 1     | Dänemark           | 2   | 2-0-0 | 4:0 | 8:2 | 1,189 | 1,565 |
| 2     | Vereinigte Staaten | 2   | 0-1-1 | 1:3 | 3:6 | 1,098 | 1,189 |
| 3     | Portugal           | 2   | 0-1-1 | 1:3 | 3:6 | 0,857 | 1,000 |

| Datum               | Nation 1           | MGD   | MP  | SV  | MGD   | Nation 2           |
| ------------------- | ------------------ | ----- | --- | --- | ----- | ------------------ |
| 1. März 2007 14:00h | Portugal           | 1,000 | 1:1 | 2:2 | 1,189 | Vereinigte Staaten |
| 2. März 2007 11:00h | Dänemark           | 0,942 | 2:0 | 4:1 | 0,779 | Portugal           |
| 2. März 2007 20:00h | Vereinigte Staaten | 1,022 | 0:2 | 1:4 | 1,565 | Dänemark           |

### Gruppe G
| Platz | Nation     | Sp. | G-U-V | MP  | SV  | MGD   | BEMD  |
| ----- | ---------- | --- | ----- | --- | --- | ----- | ----- |
| 1     | Spanien    | 2   | 2-0-0 | 4:0 | 8:1 | 1,329 | 1,386 |
| 2     | Schweden B | 2   | 0-1-1 | 1:3 | 3:6 | 0,833 | 1,000 |
| 3     | Österreich | 2   | 0-1-1 | 1:3 | 3:7 | 1,114 | 0,967 |

| Datum               | Nation 1   | MGD   | MP  | SV  | MGD   | Nation 2   |
| ------------------- | ---------- | ----- | --- | --- | ----- | ---------- |
| 1. März 2007 12:00h | Österreich | 0,967 | 1:1 | 2:3 | 1,000 | Schweden B |
| 1. März 2007 20:00h | Spanien    | 1,386 | 2:0 | 4:1 | 1,325 | Österreich |
| 2. März 2007 18:00h | Spanien    | 1,276 | 2:0 | 4:0 | 0,600 | Schweden B |

### Gruppe H
| Platz | Nation        | Sp. | G-U-V | MP  | SV  | MGD   | BEMD  |
| ----- | ------------- | --- | ----- | --- | --- | ----- | ----- |
| 1     | Japan         | 2   | 1-1-0 | 3:1 | 6:3 | 1,265 | 1,444 |
| 2     | Griechenland  | 2   | 1-0-1 | 2:2 | 5:5 | 1,078 | 1,203 |
| 3     | Deutschland B | 2   | 0-1-1 | 1:3 | 3:6 | 0,988 | 1,277 |

| Datum               | Nation 1      | MGD   | MP  | SV  | MGD   | Nation 2      |
| ------------------- | ------------- | ----- | --- | --- | ----- | ------------- |
| 1. März 2007 12:00h | Griechenland  | 1,203 | 2:0 | 4:1 | 0,788 | Deutschland B |
| 1. März 2007 20:00h | Deutschland B | 1,277 | 1:1 | 2:2 | 1,444 | Japan         |
| 2. März 2007 18:00h | Japan         | 1,161 | 2:0 | 4:1 | 0,967 | Griechenland  |

## Finalrunde
|  | Viertelfinale Best of 5 | Viertelfinale Best of 5 |                     |               | Halbfinale Best of 5 | Halbfinale Best of 5 |  |  | Finale Best of 5 | Finale Best of 5 |
|  |                         |                         |                     |               |                      |                      |  |  |                  |                  |
|  | 3. März 2007, 16:30     |                         |                     |               |                      |                      |  |  |                  |                  |
|  |                         |                         |                     |               |                      |                      |  |  |                  |                  |
|  | Belgien                 | 0:2/1:5/1,555           |                     |               |                      |                      |  |  |                  |                  |
|  | Belgien                 | 0:2/1:5/1,555           | 4. März 2007, 11:00 |               |                      |                      |  |  |                  |                  |
|  | Schweden A              | 2:0/5:1/2,108           |                     |               |                      |                      |  |  |                  |                  |
|  | Schweden A              | 2:0/5:1/2,108           | Schweden A          | 1:1/5:5/1,644 |                      |                      |  |  |                  |                  |
|  | 3. März 2007, 20:00     |                         | Schweden A          | 1:1/5:5/1,644 |                      |                      |  |  |                  |                  |
|  |                         |                         | Niederlande         | 1:1/5:5/1,560 |                      |                      |  |  |                  |                  |
|  | Niederlande             | 1:1/4:4/1,550           | Niederlande         | 1:1/5:5/1,560 |                      |                      |  |  |                  |                  |
|  | Niederlande             | 1:1/4:4/1,550           | 4. März 2007, 14:00 |               |                      |                      |  |  |                  |                  |
|  | Japan                   | 1:1/4:4/1,492           |                     |               |                      |                      |  |  |                  |                  |
|  | Japan                   | 1:1/4:4/1,492           | Schweden A          | 2:0/5:1/1,883 |                      |                      |  |  |                  |                  |
|  | 3. März 2007, 20:00     |                         | Schweden A          | 2:0/5:1/1,883 |                      |                      |  |  |                  |                  |
|  |                         |                         | Dänemark            | 0:2/1:5/0,923 |                      |                      |  |  |                  |                  |
|  | Spanien                 | 0:2/2:5/1,189           | Dänemark            | 0:2/1:5/0,923 |                      |                      |  |  |                  |                  |
|  | Spanien                 | 0:2/2:5/1,189           | 4. März 2007, 11:00 |               |                      |                      |  |  |                  |                  |
|  | Dänemark                | 2:0/5:2/1,500           |                     |               |                      |                      |  |  |                  |                  |
|  | Dänemark                | 2:0/5:2/1,500           | Dänemark            | 1:1/4:3/1,189 |                      |                      |  |  |                  |                  |
|  | 3. März 2007, 16:30     |                         | Dänemark            | 1:1/4:3/1,189 |                      |                      |  |  |                  |                  |
|  |                         |                         | Deutschland A       | 1:1/3:4/1,164 |                      |                      |  |  |                  |                  |
|  | Deutschland A           | 1:1/4:4/1,644           | Deutschland A       | 1:1/3:4/1,164 |                      |                      |  |  |                  |                  |
|  | Deutschland A           | 1:1/4:4/1,644           |                     |               |                      |                      |  |  |                  |                  |
|  | Türkei                  | 1:1/4:4/1,474           |                     |               |                      |                      |  |  |                  |                  |
|  | Türkei                  | 1:1/4:4/1,474           |                     |               |                      |                      |  |  |                  |                  |

## Abschlusstabelle
| MP    | Match Punkte (Sieger = 2; Unentschieden = 1; Verlierer = 0) |
| SV    | Satzverhältnis (nur bei Turnieren im Satzsystem)            |
| Pkte. | Erzielte Karambolagen                                       |
| Aufn. | benötigte Aufnahmen                                         |
| GD    | Generaldurchschnitt                                         |
| MGD   | Mannschafts-Generaldurchschnitt                             |
| BED   | Bester Einzeldurchschnitt eines Spielers                    |
| BEMD  | Bester Einzeldurchschnitt einer Mannschaft                  |
| BSD   | Bester Satzdurchschnitt eines Spielers                      |
| HS    | Höchstserie                                                 |
| WRP   | Weltranglistenpunkte                                        |

| Phase           | Platz | Nation             | SP | G-U-V | MP  | PP  | SV    | Pkt. | Aufn. | MGD   | BEMD  | HS |
| --------------- | ----- | ------------------ | -- | ----- | --- | --- | ----- | ---- | ----- | ----- | ----- | -- |
| Finale          | 1     | Schweden A         | 5  | 4-1-0 | 9:1 | 8:2 | 22:10 | 451  | 270   | 1,537 | 2,108 | 14 |
| Finale          | 2     | Dänemark           | 5  | 4-0-1 | 8:2 | 7:3 | 18:12 | 352  | 289   | 1,217 | 1,565 | 8  |
| Halb- finale    | 3     | Niederlande        | 4  | 2-1-1 | 5:3 | 5:3 | 16:11 | 342  | 224   | 1,526 | 1,764 | 12 |
| Halb- finale    | 3     | Deutschland A      | 4  | 2-1-1 | 5:3 | 5:3 | 13:13 | 325  | 224   | 1,450 | 1,673 | 14 |
| Viertel- finale | 5     | Türkei             | 3  | 2-0-1 | 4:2 | 5:1 | 12:4  | 207  | 138   | 1,500 | 1,538 | 9  |
| Viertel- finale | 6     | Spanien            | 3  | 2-0-1 | 4:2 | 4:2 | 10:6  | 190  | 149   | 1,275 | 1,386 | 8  |
| Viertel- finale | 7     | Belgien            | 3  | 2-0-1 | 4:2 | 4:2 | 9:6   | 189  | 136   | 1,389 | 1,578 | 7  |
| Viertel- finale | 8     | Japan              | 3  | 1-1-1 | 3:3 | 4:2 | 10:7  | 227  | 167   | 1,359 | 1,492 | 7  |
| Gruppen- phase  | 9     | Ecuador            | 2  | 0-2-0 | 2:2 | 2:2 | 5:4   | 97   | 81    | 1,197 | 1,266 | 10 |
| Gruppen- phase  | 10    | Frankreich         | 2  | 0-2-0 | 2:2 | 2:2 | 5:5   | 130  | 114   | 1,140 | 1,209 | 7  |
| Gruppen- phase  | 11    | Griechenland       | 2  | 1-0-1 | 2:2 | 2:2 | 5:5   | 124  | 114   | 1,078 | 1,203 | 8  |
| Gruppen- phase  | 12    | Kolumbien          | 2  | 1-0-1 | 2:2 | 2:2 | 5:5   | 114  | 125   | 0,912 | 1,046 | 6  |
| Gruppen- phase  | 13    | Vietnam            | 2  | 1-0-1 | 2:2 | 2:2 | 4:5   | 102  | 98    | 1,040 | 1,100 | 7  |
| Gruppen- phase  | 14    | Mexiko             | 2  | 1-0-1 | 2:2 | 2:2 | 4:6   | 117  | 83    | 1,409 | 1,450 | 10 |
| Gruppen- phase  | 15    | Vereinigte Staaten | 2  | 0-1-1 | 1:3 | 1:3 | 3:6   | 89   | 81    | 1,098 | 1,189 | 13 |
| Gruppen- phase  | 16    | Schweden B         | 2  | 0-1-1 | 1:3 | 1:3 | 3:6   | 90   | 108   | 0,833 | 1,000 | 6  |
| Gruppen- phase  | 17    | Südkorea           | 2  | 0-1-1 | 1:3 | 1:3 | 4:6   | 110  | 81    | 1,358 | 1,555 | 7  |
| Gruppen- phase  | 18    | Tschechien         | 2  | 0-1-1 | 1:3 | 1:3 | 4:7   | 116  | 95    | 1,221 | 1,065 | 12 |
| Gruppen- phase  | 19    | Deutschland B      | 2  | 0-1-1 | 1:3 | 1:3 | 3:6   | 87   | 88    | 0,988 | 1,277 | 7  |
| Gruppen- phase  | 20    | Portugal           | 2  | 0-1-1 | 1:3 | 1:3 | 3:6   | 90   | 105   | 0,857 | 1,000 | 15 |
| Gruppen- phase  | 21    | Österreich         | 2  | 0-1-1 | 1:3 | 1:3 | 3:7   | 117  | 105   | 1,114 | 0,967 | 9  |
| Gruppen- phase  | 22    | Schweiz            | 2  | 0-1-1 | 1:3 | 1:3 | 2:6   | 82   | 103   | 0,796 | 0,846 | 7  |
| Gruppen- phase  | 23    | Ägypten            | 2  | 0-0-2 | 0:4 | 0:4 | 1:8   | 85   | 99    | 0,858 | –     | 8  |
| Gruppen- phase  | 24    | Italien            | 2  | 0-0-2 | 0:4 | 0:4 | 1:8   | 65   | 95    | 0,684 | –     | 5  |